# Mar dels Sargassos

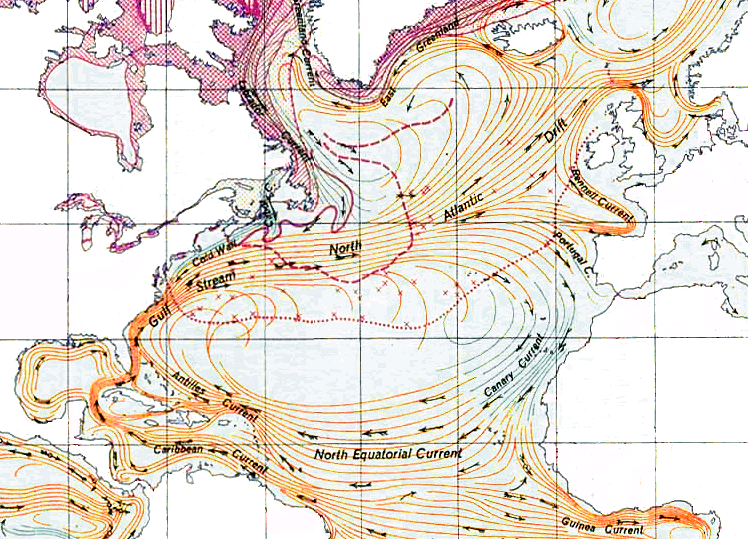
La mar dels Sargassos, delimitada pels corrents oceànics de l'Atlàntic Nord

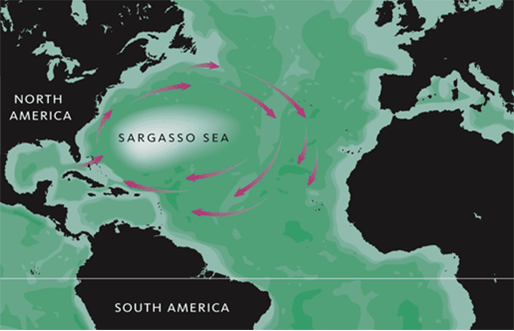
Mapa del mar dels Sargassos

La mar dels Sargassos, anomenada així pel tipus d'algues del gènere Sargassum que hi suren, és una regió allargassada al mig de l'Atlàntic Nord, voltada pels corrents oceànics: a l'oest, hi té el corrent del Golf, al nord el corrent de l'Atlàntic Nord, a l'est el corrent de les Canàries i al sud el corrent Nord-equatorial. Aquest sistema de corrents forma el corrent subtropical de l'Atlàntic Nord.
Fa uns 1.100 km d'ample per 3.200 km de llarg; s'estén aproximadament des dels 70° O fins als 40° O, i dels 25° N als 35° N. Les illes Bermudes es troben prop del marge occidental d'aquest mar, que és l'únic del món que no banya les costes de terra ferma.
Els mariners portuguesos tenen la fama d'haver descobert aquesta regió marina cap al segle xv, si bé possiblement ja era coneguda anteriorment, tal com es pot deduir d'un poema d'Aviè, autor llatí del segle iv, que descriu una part de l'Atlàntic coberta d'algues. Colom i els seus homes també parlen de les masses d'algues que en poblaven la superfície.
Aquest mar és conegut per haver estat tradicionalment l'escenari de famoses desaparicions de vaixells; això s'agreuja per la manca total de vent durant alguns períodes i per la possibilitat que les hèlixs quedin embolicades per les algues que cobreixen la mar, que ha estat anomenada «la tomba dels vaixells». També té una funció major al cicle de vida de l'angula europea, un peix migratori catàdrom que torna al mar dels Sagassos per a criar.
Segons les tradicions asturianes en aquest mar és on l'Anguleru viu durant tot l'any.
Tots els corrents dipositen les plantes marines i els residus que porten a aquest mar, però l'aigua de l'oceà al mar dels Sargassos es caracteritza pel seu color blau profund i una claredat excepcional, amb una visibilitat submarina de fins a 61. m (200 peus). També és una massa d'aigua que ha captat l'imaginari públic, i així es veu en una gran varietat d'obres literàries i artístiques i en la cultura popular.

## Història
El primer relat escrit conegut del mar dels Sargassos data de Cristòfor Colom l'any 1492, que va escriure sobre les algues marines que temia que atrapessin el seu vaixell i que possiblement amaguessin aigües poc profundes que els fessin encallar, així com la manca de vent que temia que les atraparien.
El mar podria haver estat conegut pels mariners anteriors, ja que un poema de l'autor de finals del segle IV Aviè descriu una part de l'Atlàntic com una part coberta d'algues i sense vent, citant un relat ara perdut pel cartaginès Himilcó el Navegant del segle V aC. El mateix Colom era conscient d'aquest relat i pensava que Himilcó havia arribat al mar dels Sargassos, igual que altres exploradors. Tanmateix, els estudiosos moderns consideren que això és poc probable. Segons el cartògraf musulmà Al-Idrissí, el Mugharrarūn (àrab: المغررون, "els aventurers") enviats pel soldà almoràvit Alí ibn Yússuf (1084–1143), liderat pel seu almirall Àhmad ibn Úmar, va arribar a una part de l'oceà coberta per algues, identificada per alguns com el mar dels Sargassos.
El 1609, el vaixell anglès Sea Venture va ser volat a la costa de les Bermudes. El mar també ha estat el lloc de la pesca i la pesca de balenes.
Les expedicions de Dana de 1920–1922, dirigides per Johannes Schmidt, van determinar que els llocs de cria de l'anguila europea es trobaven al mar dels Sargassos. El mar ha tingut un paper en una sèrie d'altres investigacions pioneres, inclosa la immersió de 1932 de William Beebe i Otis Barton on van realitzar observacions d'animals i emissions de ràdio, el treball de John Swallow sobre el flotador Swallow a finals dels anys cinquanta, el descobriment de Prochlorococcus per un equip d'investigadors a la dècada de 1980, i diversos programes de recollida de dades oceanogràfiques com els de Henry Stommel.
El juliol de 1969, l'home de negocis i mariner aficionat britànic Donald Crowhurst va desaparèixer després que el seu iot s'enfonsés al mar dels Sargassos. Havia estat competint a la Sunday Times Golden Globe Race, una regata de iots de volta al món en solitari quan el seu vaixell mal preparat va començar a inundar-se. Va abandonar el seu intent de circumnavegació, però va informar de falses posicions per ràdio per intentar donar la impressió que encara hi participava. Finalment, Crowhurst va acabar a la deriva al mar dels Sargassos, on es va deteriorar psicològicament, omplint els seus diaris d'especulació metafísica i comentaris delirants. La seva última entrada va ser l'1 de juliol, i el seu iot es va trobar buit i a la deriva el 10 de juliol. No és clar si la seva mort va ser a conseqüència d'un suïcidi o una desventura.

## Límits
El mar limita a l'oest amb el Corrent del Golf, al nord amb el Corrent de l’Atlàntic Nord, a l'est amb el corrent de Canàries i al sud amb el corrent equatorial de l'Atlàntic Nord, els quatre junts formant un sistema de circulació en sentit horari de els corrents oceànics anomenats Gir de l’Atlàntic Nord. Es troba entre els 20° i els 35° N i els 40 i 70 W i té uns 1100 km d'ample per 3200 km de llarg. Les Bermudes es troben a prop dels marges occidentals del mar.
Com que el mar dels Sargassos està vorejat per corrents oceànics, les seves fronteres precises poden canviar. El corrent de Canàries, en particular, és molt variable, i sovint la línia utilitzada és una a l'oest de la dorsal mesoatlàntica. Un informe de 2011 va basar els límits del mar en diverses variables, com ara els corrents, la presència d'algues i la topografia del fons oceànic, i va determinar que els límits específics del mar estaven "entre 22 °-38 ° N, 76 °-43 ° O. i centrat en 30°N i 60°W" per a un total d'uns 4.163.499 km².

## Ecologia

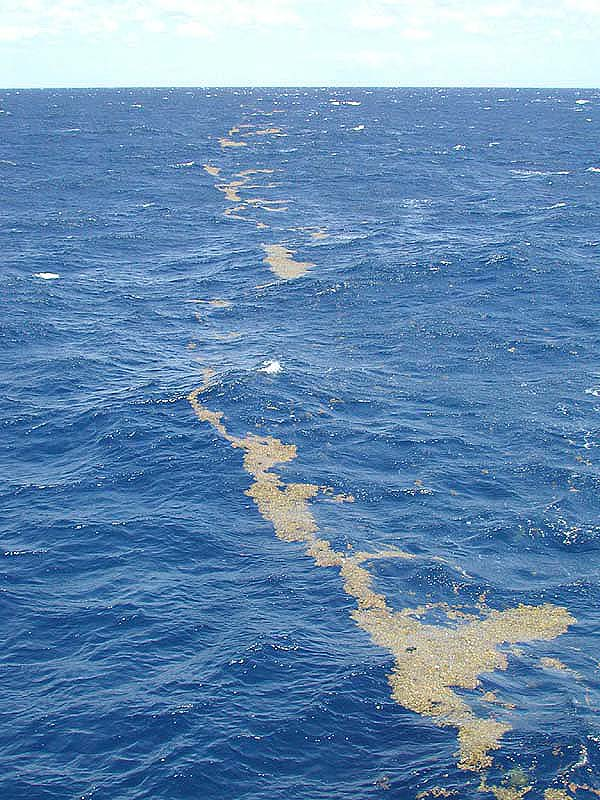
Línies de Sargassos al mar dels Sargassos

El mar dels Sargassos és la llar d'algues marines del gènere sargassos, que sura en massa a la superfície. El sargasso no és una amenaça per a la navegació, i els incidents històrics de vaixells de vela atrapats allà es deuen als vents sovint tranquils de les latituds dels cavalls.
El mar dels Sargassos té un paper important en la migració d'espècies d'anguila com l'anguila europea, l'anguila americana i el congre americà. Les larves d'aquestes espècies eclouen dins del mar i, a mesura que creixen, viatgen a Europa o a la costa est d'Amèrica del Nord. Més tard, l'anguila madura torna al mar dels Sargassos per desovar i posar ous. També es creu que després de l'eclosió, les tortugues careta joves utilitzen corrents com el Corrent del Golf per viatjar al mar dels Sargassos, on utilitzen el sargasso com a coberta dels depredadors fins que són madurs. Histrio histrio és una espècie de peix granota especialment adaptada per barrejar-se entre les algues sargasses.
A principis dels anys 2000, el mar dels Sargassos es va mostrejar com a part de l'enquesta Global Ocean Sampling, per avaluar la seva diversitat de vida microbiana mitjançant la metagenòmica. Contràriament a les teories anteriors, els resultats van indicar que la zona té una gran varietat de vida procariota.

## Amenaces

### Pol·lució
A causa dels corrents superficials, el Sargasso acumula una alta concentració de residus plàstics no biodegradables. La zona conté l'enorme brossa d'escombraries de l'Atlàntic Nord.
Diverses nacions i organitzacions no governamentals s'han unit per protegir el mar dels Sargassos. Aquestes organitzacions inclouen la Comissió del Mar dels Sargassos creada l'11 de març de 2014 pels governs de les Açores (Portugal), les Bermudes (Regne Unit), Mònaco, el Regne Unit i els Estats Units.
S'han trobat bacteris que consumeixen plàstic a les aigües contaminades per plàstics del mar dels Sargassos; tanmateix, es desconeix si aquests bacteris finalment netegen els verins o simplement els escampen a altres llocs de l'ecosistema microbià marí. Els residus de plàstic poden absorbir productes químics tòxics de la contaminació de l'oceà, potencialment enverinant qualsevol cosa que se'n mengi.

### Altres
Algunes activitats humanes al mar dels Sargassos l'han afectat negativament, com la sobrepesca i el transport marítim.

## Representacions en la cultura popular
El mar dels Sargassos es presenta sovint a la literatura i als mitjans de comunicació com una zona de misteri. Sovint es representa a la ficció com una zona perillosa on els vaixells estan embotits en males herbes durant segles, sense poder escapar.

### Literatura
Portrait d'une Femme d'Ezra Pound s'obre amb la línia: "La teva ment i tu ets el nostre mar dels Sargassos", suggerint que la dona a la qual s'adreça el poema és un dipòsit de curiositats i fets desconnectats.
El mar dels Sargassos apareix en històries clàssiques de fantasia de William Hope Hodgson, com la seva novel·la Els vaixells del "Glen Carrig" (1907), la novel·la Don Sturdy de Victor Appleton Don Sturdy in the Port of Lost Ships: Or, Adrift in the Sargasso Sea, i diversos contes relacionats. Les vint mil llegües sota els mars de Jules Verne descriuen el mar dels Sargassos i explica la seva formació. La novel·la de 1898 de Thomas Allibone Gener es titula In the Sargasso Sea.
Wide Sargasso Sea (1966) de Jean Rhys és una reescriptura de Jane Eyre de Charlotte Brontë des del punt de vista de Bertha Mason.

### Música
- Els guitarristes John Abercrombie i Ralph Towner van publicar un àlbum titulat Sargasso Sea el 1976.[40]

- "Sargasso Sea" és el títol de la sisena cançó de l'àlbum de 1972 All on the First Day de Tony, Caro i John.[41]

- El tercer àlbum de Pram es titula Sargasso Sea.[42]

- El vídeo de la cançó de 2007 "Dashboard" de Modest Mouse mostra el mar dels Sargassos en un mapa i com a suposada escena dels esdeveniments representats al vídeo.[43]